# Kaaimanteju
De kaaimanteju, ook wel krokodilteju (Dracaena guianensis) is een hagedis uit de familie tejuhagedissen (Teiidae).

## Naam
De soort werd voor het eerst wetenschappelijk beschreven door François Marie Daudin in 1802. Later werd de naam Teius crocodilurus gebruikt.
De wetenschappelijke geslachtsnaam Dracaena is afgeleid van het Oudgriekse δράκαινα, dat 'vrouwelijke draak' betekent. De soortaanduiding guianensis  betekent vrij vertaald 'levend in Guyana'.
De kaaimanteju is de typesoort van het geslacht Dracaena

## Verspreiding en habitat
Zoals alle teju's lijkt dit dier op een echte hagedis (Lacertidae). Teju's komen echter niet voor in Europa zoals de Lacertidae maar in Noord- en Zuid-Amerika, inclusief het Caribisch Gebied. Deze soort komt voor in het noordoosten van Zuid-Amerika; Colombia, Frans-Guyana, Guyana, Ecuador, Peru en noordelijk Brazilië.
De kaaimanteju leeft vrijwel uitsluitend in gebieden die een groot deel van het jaar onder water staan, zoals ondergelopen bossen en graslanden. In de droge periode -als het water zich terugtrekt- leeft de hagedis in de kleinere plassen die achterblijven. Permanente wateren zoals meren en stromende wateren zoals rivieren worden vermeden. De soort kan zowel in zoet water als in brak water worden aangetroffen.

## Uiterlijke kenmerken

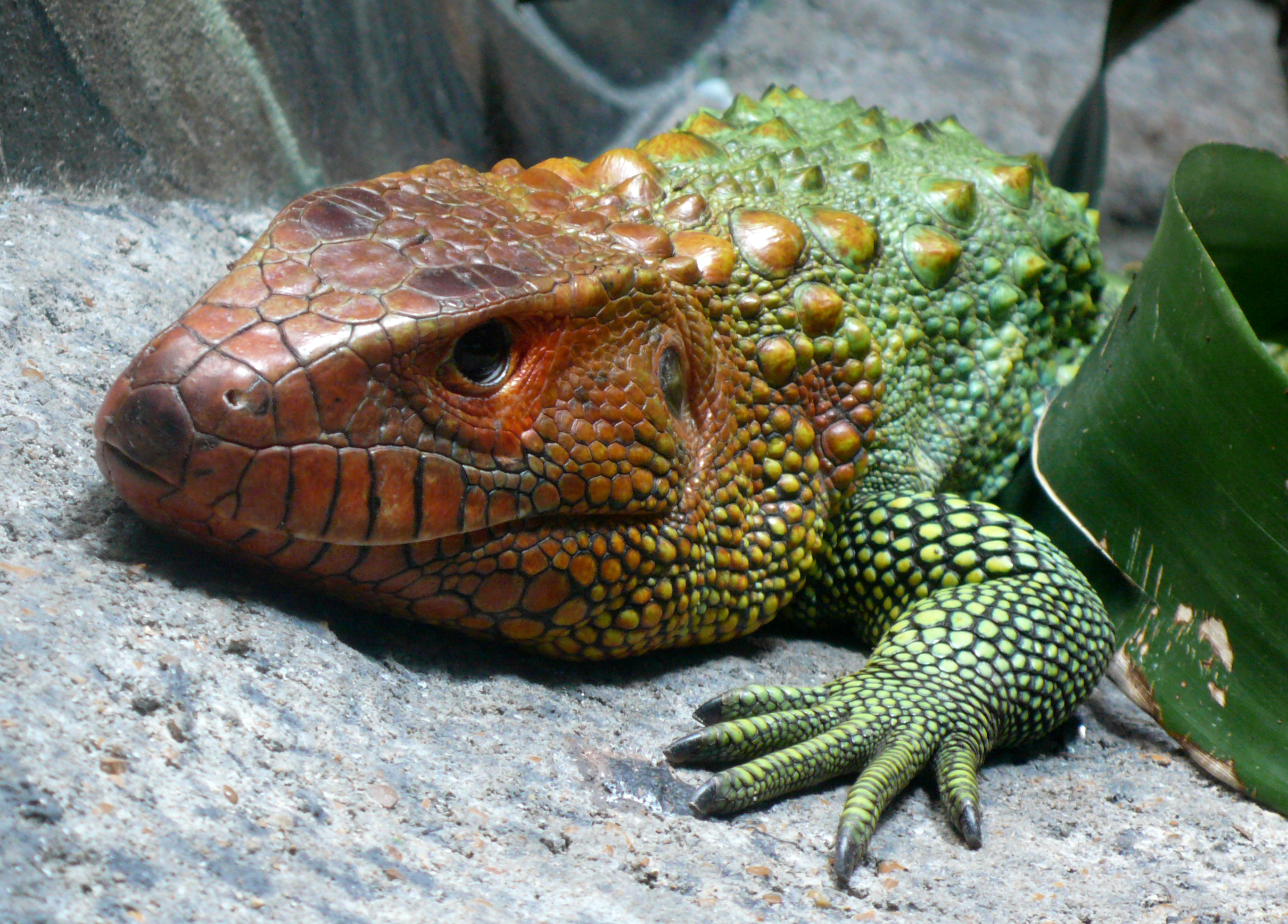
Voorzijde van een exemplaar in een dierentuin.

De kaaimanteju kan een totale lichaamslengte bereiken tot ongeveer 120 centimeter inclusief staart. De staart is langer dan het lichaam. De naam is te danken aan de zeer grove, stekelachtige schubbenrijen op de rug en de dubbele kamachtige opstaande schubben aan weerszijden van de staart. Op de rug en staart zijn dikke, brede en platte schubben aanwezig die voor een stevige bepantsering zorgen. Deze doen denken aan een krokodil of meer specifiek aan een kaaiman. De hagedis is echter gemakkelijk te onderscheiden aan zijn relatief stompe snuit.
De kop is groot en breed, de ogen hebben een geheel zwarte kleur, de trommelvliezen zijn groot en duidelijk zichtbaar. De mannetjes hebben een bredere kop dan de vrouwtjes en mannen hebben tevens een meer heldere oranje kleuren aan de kop en keel.
De hagedis heeft gespierde plooien in zijn bek die samen met de tong gebruikt worden om prooien vast te houden terwijl ze door de kiezen vermalen worden. De kiezen zijn achter in de schedel gelegen, ze zijn plat en hebben een ovale vorm. De kaakspieren van de hagedis zijn zeer krachtig.

## Levenswijze

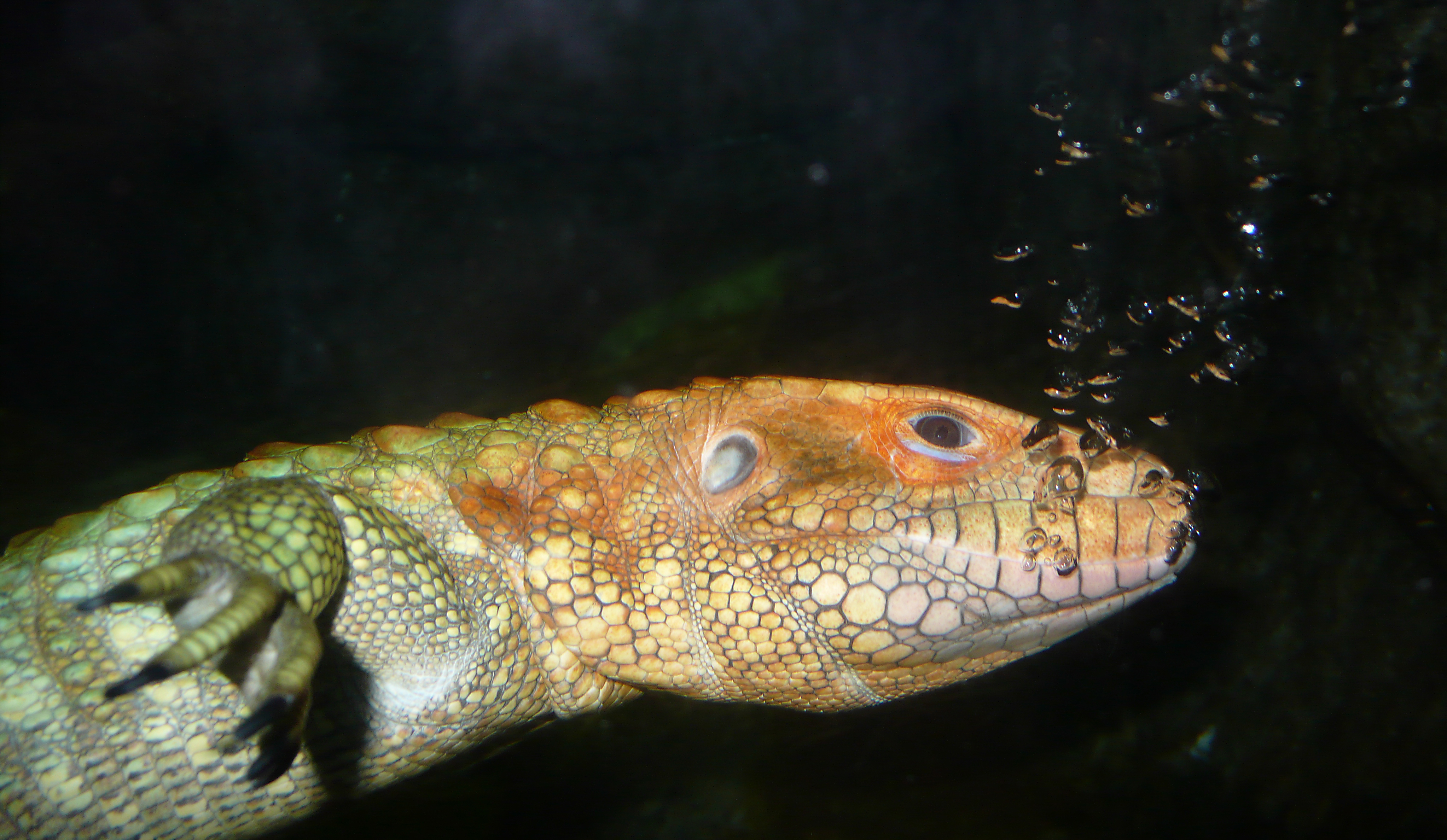
De kaaimanteju kan uitstekend zwemmen en duiken, afgebeeld is een duikend exemplaar.

De kaaimanteju is zeer sterk op het water aangepast en brengt de meest tijd door op takken die direct boven het water hangen. De hagedis kan zeer goed zwemmen en kan daarnaast ook uitstekend duiken. Bij verstoring springt de kaaimanteju in het water. Als het dier in het nauw wordt gedreven, kan het venijnig met de staart slaan. De beet is zeer krachtig en kan beter vermeden worden.
Het voedsel bestaat vrijwel uitsluitend uit waterslakken. De slakken worden vaak onderwater buitgemaakt maar ze worden altijd op het droge opgegeten. Deze soort is een echte specialist op waterslakken en weigert vaak ieder ander voedsel. In gevangenschap gehouden dieren worden vaak appelslakken gevoerd. Nadat de teju een slakkenhuis met de kiezen gekraakt heeft, spuugt hij de grote delen van het huisje uit terwijl de weke delen worden doorgeslikt.
De kaaimanteju is eierleggend , de vrouwtjes zetten langwerpige eieren af die ongeveer 7,5 centimeter lang zijn. Als nestlocatie worden bij voorkeur de verlaten nesten van termieten gebruikt.

## Bedreiging en bescherming
De kaaimanteju werd lange tijd fel bejaagd om zijn huid. De huid wordt onder andere gebruikt voor het maken van cowboylaarzen. Deze zijn per paar zo'n $700 tot $1000 waard en voor iedere laars zijn de huiden van twee dieren nodig -dus vier per paar. Sinds de jaren zeventig zijn de dieren beschermd. Tussen 1983 en 1988 werden desondanks gemiddeld zo'n 26.000 huiden geëxporteerd per jaar naar alleen al de Verenigde Staten en Japan.
Tegenwoordig wordt de kaaimanteju beschermd door het internationale verdrag voor de bescherming van dieren (CITES) onder bijlage 2; het dier mag alleen worden geëxporteerd met een vergunning. De soort is door de internationale natuurbeschermingsorganisatie IUCN niet opgenomen.